# Carlotta Maggiorana
Carlotta Maggiorana (San Severino Marche, 3 gennaio 1992) è un'ex modella e ballerina italiana, vincitrice di Miss Italia 2018.

## Biografia
Nata a San Severino Marche (MC) e cresciuta a Montegiorgio (FM), nel 2002 si trasferisce a Roma per frequentare l'Accademia nazionale di danza. Muove i primi passi nel mondo dello spettacolo nel 2010 come ballerina televisiva, entrando a far parte dei corpi di ballo di alcune trasmissioni televisive delle reti Rai e Mediaset. Nel 2011 partecipa come valletta alla prima edizione del game show Avanti un altro!, condotto da Paolo Bonolis su Canale 5.
Nel 2012 partecipa come concorrente al programma Veline, grazie al quale, pur non arrivando alle fasi finali del programma, l'anno successivo viene scelta come "paperetta" dell'ultima edizione di Paperissima, condotto da Gerry Scotti e Michelle Hunziker. Sempre nel 2013 è nel cast del film Un fantastico via vai, diretto da Leonardo Pieraccioni. Nel 2017 è nel cast dell'ultima stagione della fiction L'onore e il rispetto, trasmessa da Canale 5. Dal settembre 2018 al settembre 2019 è stata la testimonial del marchio di lingerie Kissimo Biancaluna con gli scatti di Gaetano Mansi.

### Miss Italia 2018
Nella notte tra il 17 e il 18 settembre 2018, è stata eletta Miss Italia durante la finale del concorso disputatasi a Milano, presentata da Francesco Facchinetti e Diletta Leotta e trasmessa in diretta su LA7 e LA7d. Carlotta Maggiorana è succeduta così ad Alice Rachele Arlanch (Miss Italia 2017).
Ha partecipato al concorso con il titolo di Miss Marche; è la prima miss della provincia di Fermo ad aggiudicarsi la vittoria, nonché la prima Miss Italia della storia a conquistare regolarmente il titolo da sposata. Nel 1987, infatti, ci fu un caso simile che si concluse con la revoca del titolo alla miss eletta Mirca Viola, dato che il regolamento all'epoca vietava la partecipazione alle ragazze sposate (in tale anno la finale venne ripetuta e vide la vittoria di Michela Rocco di Torrepadula). È stata, inoltre, assieme a Nadia Bengala, la Miss Italia eletta meno giovane, a ventisei anni d'età.
Da gennaio 2020 è tra i concorrenti della quarta edizione del Grande Fratello VIP, condotto da Alfonso Signorini in onda su Canale 5, da cui si è ritirata per motivi personali a inizio febbraio.

### Vita privata
È sposata dall'11 agosto 2018 con l'imprenditore edile Emiliano Pierantoni. La coppia ha una figlia di nome Andrea.

## Programmi TV
- La giostra sul 2 (Rai 2, 2010) Ballerina
- The Call - Chi ha paura di Teo Mammucari? (Italia 1, 2010) Ballerina
- Stasera che sera! (Canale 5, 2011) Ballerina
- Tabloid (Italia 1, 2011) Inviata
- Avanti un altro! (Canale 5, 2011) Valletta
- Colorado - 'Sto classico (Italia 1, 2012) Ballerina
- Veline (Canale 5, 2012) Concorrente
- Red or Black? - Tutto o niente (Rai 1, 2013) Ballerina
- Paperissima (Canale 5, 2013) Valletta
- Mondiale Superbike (Italia 1, 2016) Inviata
- Miss Italia (LA7, 2018) Concorrente, vincitrice
- Grande Fratello VIP (Canale 5, 2020) Concorrente

## Filmografia

### Cinema
- The Tree of Life, regia di Terrence Malick (2011)
- I soliti idioti - Il film, regia di Enrico Lando (2011)
- I 2 soliti idioti, regia di Enrico Lando (2012)
- Un fantastico via vai, regia di Leonardo Pieraccioni (2013)

### Televisione
- L'onore e il rispetto - Ultimo capitolo – serie TV (2017)

### Videoclip
- Behind You di Magdalen Graal (2011)